# Jolanta Budzowska
Jolanta Izabela Budzowska (ur. 5 lutego 1968) – polska radczyni prawna zajmująca się sprawami błędów medycznych, działaczka społeczna.

## Życiorys
Absolwentka prawa na Uniwersytecie Jagiellońskim. W 1996 wpisana na listę radców prawnych. Partnerka w kancelarii Budzowska Fiutowski i Partnerzy. Radcowie Prawni. Zajmuje się sprawami cywilnymi w zakresie problematyki praw pacjenta i dochodzenia roszczeń odszkodowawczych z tytułu błędów medycznych. Jako pełnomocniczka poszkodowanych odpowiedzialna była za wydanie przez Sąd Najwyższy uchwały, w której sąd opowiedział się za zadośćuczynieniem nie tylko dla dziewczynki, która w wyniku błędów lekarskich podczas odbierania porodu stała się trwale niepełnosprawna, lecz także dla jej rodziców za naruszenie więzi rodzinnych. Ma w dorobku najwyższe wygrane dla poszkodowanych w historii polskiego sądownictwa – 700 tys. złotych.
Od 2009 z ramienia Polski jest członkinią Zarządu Pan-European Organisation of Personal Injury Lawyers (POEPIL). Należy też do Association of Personal Injury Lawyers i Institute for European Traffic Law siedzibą w Nottingham. Od 2012 była członkinią powołanej przez Wojewodę Małopolskiego Wojewódzkiej Komisji do spraw Orzekania o Zdarzeniach Medycznych w Krakowie. Jest autorką komentarzy i publikacji na temat praw pacjentów i roszczeń odszkodowawczych związanych z procesem leczenia.  
W latach 2013–2022 społecznie pełniła funkcję prezesa Zarządu stowarzyszenia non-profit „Samodzielne Koło Terenowe nr 64 Społecznego Towarzystwa Oświatowego” z siedzibą w Krakowie.  

## Odznaczenia i wyróżnienia
- „Kryształowe Serce Radcy Prawnego” Krajowej Izby Radców Prawnych za wieloletnią działalność społeczną i dobroczynną oraz podejmowanie problematyki praw pacjenta i dochodzenia roszczeń odszkodowawczych z tytułu błędów medycznych (2016)[7]
- Brązowy Krzyż Zasługi Prezydenta RP na wniosek wojewody małopolskiego za działalność na rzecz samorządu radcowskiego (2017)[8]
- Medal Komisji Edukacji Narodowej (2017)[9]
- „Złoty Paragraf” Dziennika Gazety Prawnej za „bezkompromisową walkę o prawa ofiar błędów medycznych” (2018)[2]
- 34. miejsce w rankingu najbardziej wpływowych prawników DGP roku 2018 (2019)[10]
- Wyróżnienie w rankingu najlepszych krajowych kancelarii „The Legal 500 EMEA 2019” (2019)[11]
- liderka prawa farmaceutycznego i medycznego według Rzeczpospolitej; ex aequo z Katarzyną Czyżewską (2019)[12]
- Złota Odznaka Społecznego Towarzystwa Oświatowego (2020)[13]
- Lista 50 Śmiałych Polek 2021 – Wysokie Obcasy (2021)[4]
- Kobieta Rynku Zdrowia 2024 – Rynek Zdrowia (2024)[14]